# Clavia
Clavia Digital Musical Instruments (Clavia DMI AB) — шведская компания по производству эмуляторов аналоговых синтезаторов, эмуляторов электромеханических пианино и других клавишных инструментов. Основана в Стокгольме в 1983 году Хансом Норелиусом и Майклом Карлсонном.

## История создания
Ханс Норделиус и Майкл Карлсон начали работать в подвале дома в южном пригороде Стокгольма в 1983 году. Первым продуктом стал первый в мире специализированные электронные барабаны для коммерческого использования, которые назывались 'Digital Percussion Plate 1'. 
В 1984 году была выпущена модель "ddrum", которая поддерживала 4 звука из микросхемы памяти EPROM; эта модель была выпущена в красном цвете. 
В том же году была выпущена барабанная установка с несколькими рэковыми модулями. У каждого из последних была своя EPROM-микросхема. 
Революционным отличием установки от подобных того времени были специальные пэды — они снимали удары по настоящим барабанам, в то время как пэды подобных установок других производителей были резиновыми и барабанщик должен был бить в них. Кроме того, в установке использовался триггер обода рабочего барабана, что делало игру на этих барабанах ещё более реалистичной.
Бренд 'ddrum' и продукция была продана в 2005 году компании Armadillo, которая до этого была дистрибьютором барабанов от Clavia. Сейчас инструменты продолжают выпускаться под маркой этой фирмы.
В 1995 году Clavia выпустила Nord Lead. Журнал Sound on Sound окрестил его «волшебной кучей электроники». В 1997 был выпущен Nord Lead 2 с множеством улучшений, таких как увеличение полифонии с 4 до 16 голосов. 

В 2001 году был выпущен Nord Lead 3 с переработанным генератором звуковых волн, улучшенным ЦАП и эмулятором монофонического синтезатора. Наиболее успешным улучшением в Nord Lead 3 была замена множества контроллеров (ручек-потениометров?) на новые регуляторы с неограниченной прокруткой (энкодер), рядом с каждым таким контроллером был размещён LED-дисплей, который показывал регулируемую характеристику. За всё это Nord Lead 3 получил признание среди множества музыкантов как самая удачная модель синтезатора. 
Но, из за высокой цены Lead 3, продолжился выпуск и Nord Lead 2. Кроме того, так как некоторые запчасти для Nord Lead 3 было сложно найти, Clavia обновила Nord Lead 2 до Nord Lead 2x. В последнем был размещён более мощный процессор, улучшен ЦАП и увеличена полифония до 20 голосов. 
Производство Nord Lead 3 было прекращено в 2007 году, Nord Lead 2x также более не выпускается.
В 1997 году Clavia параллельно выпустила Nord Modular — эмулятор модульного аналогового синтезатора. По замыслу разработчиков, он позволял каждому пользователю собрать свой эмулятор аналогового синтезатора. СМИ окрестили его «новой вехой в синтезе звука». Обновления модели пришлось ждать долго — Nord Modular G2 был выпущен в 2004 году. В нём были такие же контроллеры как в Nord Lead 3 и большая клавиатура с удобным улучшенным механизмом.
В 2001 году был выпущен Nord Electro. Он был спроектирован как эмулятор классических электромеханических клавишных инструментов, таких как Hammond organ, Rhodes и Hohner Clavinet. В эмуляторе фортепиано были использованы семплы настоящих инструментов, в эмуляторе органа был применена новая технология «цифровой симуляции». 
Сегодня Clavia выпускает Nord Electro 5, который эмулирует Hammond B3, Farfisa и Vox organ. Кроме того, в инструменте присутствует большое количество семплов других электрических пианино, Wurlitzer electric piano, Hohner Clavinet и несколько акустических фортепианных семплов различных видов. 
Кроме этого инструмента, Clavia выпускает Nord Piano (Nord Piano 2), который содержит пиано-модуль от Nord Electro 3 и выпускается с 88-клавишной молоточковой клавиатурой, 
Nord C2 Organ — инструмент с двумя клавиатурами, который содержит органный модуль от Nord Electro 3 и эмулирует настоящий орган стиля "барокко", 
Nord Stage 2, в котором присутствует органный и пиано-модули от Nord Electro и добавлен эмулятор аналогового синтезатора.
В октябре 2007 Clavia выпустила Nord Wave — инструмент, содержащий генератор звуковых волн от Nord Lead. Также к нему добавлен проигрыватель семплов. В марте 2012 состоялся выпуск Nord Drum - эмулятора аналоговой драм-машины.

## Продукция
- Nord Lead A1 — синтезатор для живых выступлений
- Nord Lead 4 — синтезатор для живых выступлений
- Nord Lead 2X — эмулятор аналогового синтезатора
- Nord Rack 2X — эмулятор аналогового MIDI-модуля
- Nord Electro 4 — эмулятор электромеханического пианино
- Nord Piano 2 — сценическое пианино
- Nord Stage 2 — сценическое пианино
- Nord C2D — эмулятор органа с двумя клавиатурами
- Nord Pedal Keys 27 — MIDI контроллер органной ножной клавиатуры
- Nord Drum 2 — синтезатор перкуссии

- Nord Lead A1 на выставке NAMM 2014
- Nord Lead 4 на выставке NAMM 2014
- Орган Nord C2D
- Контроллер органных звуков Nord Stage 2
- Панель контроллеров Nord Stage 2

- Контроллер изменения высоты тона
- Nord Lead 3
- Nord Stage 88
- Nord Piano 88